# Elke-Karin Morciniec
Elke Karin « Elżbieta » Morciniec (née le 21 octobre 1943 à Wrocław) est une cavalière polonaise de dressage.
Aux Jeux olympiques d'été de 1980, elle termine à la quatrième place de l'épreuve par équipe.